# Odontopera asiatica
Odontopera asiatica là một loài bướm đêm trong họ Geometridae.